# Пригоди трьох росіян і трьох англійців у Південній Африці
«Приго́ди трьох росія́н і трьох англі́йців у Півде́нній А́фриці» (фр. Aventures de trois Russes et de trois Anglais dans l'Afrique Australe) — пригодницький роман французького письменника Жуля Верна, що входить в цикл «Незвичайні подорожі».
Експедиція з трьох росіян і трьох англійців вирушає до Південної Африки, щоб виміряти довжину градуса. Проте Африка населена небезпечними звірами та племенами, а на додаток до цього між учасниками експедиції стається розкол через політику.

## Публікація
Перша публікація роману — в журналі Етцеля «Magasin d'Éducation et de Récréation» з 20 листопада 1871 по 5 вересня 1872 року під назвою «Пригоди трьох росіян і трьох англійців у Південній Африці».
У вигляді окремої книги роман вийшов під назвою «Пригоди трьох росіян і трьох англійців» 29 серпня 1872 року. 31 жовтня 1872 року роман вийшов в ілюстрованому виданні, яке також включало в себе роман «Місто на плаву». Це був шостий «здвоєний» том «Незвичайних подорожей».
У 1873 році роман вийшов в Російській імперії в перекладі Марко Вовчок у видавництві С. В. Звонарьова.

## Сюжет
У лютому 1854 року бушмен Мокум і англійський астроном Вільям Емері очікують біля річки Оранжевої в Південній Африці на прибуття геодезичної експедиції. Нарешті на пароплаві «Королева і Цар» припливають її учасники: англійці Еверест, Джон Мюррей, а також росіяни Матвій Струкс, Микола Паландер і Михайло Цорн. Їхня мета разом з Вільямом — виміряти довжину одного географічного градуса.
Експедиція з караваном, провідником якого став Мокум, просувається до 24-го меридіана, де виконує заміри. Там її учасники полюють на слона, захищаються від левів і користуються орієнтирами з електричним освітленням, щоб вимірювати відстані вночі. Микола ненадовго губиться, але виявляє помилку в розрахунках.
Звістка про початок військових дій в березні 1854 року між двома Британією та Росією (Кримська війна 1853—1856 рр.) створює міжнаціональний конфлікт між членами експедиції. Експедиція розколюється на дві частини: російську і англійську, які окремо продовжують свої дослідження.
Минає декілька місяців, у вересні англійці доходять до володінь макололо — племені, що славиться своїми розбоями. Однак макололо вже зауважили не тільки англійську групу вчених, але і російську. Ці бандити Південної Африки нападають на російську експедицію і беруть в облогу гору Скорцеф, на якій укріпились росіяни. Англійці, забувши, що вони з росіянами вороги, приходять на допомогу колегам. Витримавши тривалу облогу і випробування голодом, герої після штурму відступають до озера і рятуються від розбійників, попередньо завершивши свої дослідження.
На цьому випробування не закінчуються. Мавпи викрадають у Миколи Паландера реєстри досліджень. Члени експедиції рятують записи, а мавпу-викрадачку з'їдають. Після завершення досліджень учасники спільної експедиції на австрійському судні вирушають до Суецького каналу. Війна тим часом ще в самому розпалі, тривають бої за Севастополь. Проте Вільям запевняє російського колегу Михайла, що після всіх спільних пригод вони й надалі друзі.